# Serena (filme)
Serena é um filme franco-estadunidense dirigido por Susanne Bier, baseado no romance homônimo de Ron Rash. Com a direção de Susanne Bier, é estrelado por Jennifer Lawrence e Bradley Cooper, que já haviam protagonizado juntos Silver Linings Playbook e American Hustle. A trama centra-se durante a Grande Depressão, quando o casal George e Serena Pemberton se mudam para as montanhas da Carolina do Norte com o objetivo de criar um império madereiro. Seu lançamento estava agendado para 27 de setembro de 2013, sendo posteriormente mudado para outubro de 2014.

## Enredo
Na era da Grande Depressão, Carolina do Norte, George Pemberton é um ambicioso barão da madeira que conhece Serena Shaw, uma jovem mulher com um passado triste. Ele se apaixona por ela, eles se casam, e Serena vem com George à sua terra. Lá, ela começa a tomar o controle das coisas, dominando George, mas ainda sendo afetuoso para com ele. A parceira de negócios de George Buchanan se sente ameaçada por ela, quando ela começa a superar sua autoridade. As coisas pioram entre George e Buchanan, e Buchanan faz um acordo com o xerife local, que quer comprar a terra de George para fazer um parque. George é ferido pela traição de Buchanan, e Serena convence George que Buchanan nunca foi seu amigo.
No dia seguinte, ambos vão atirar sozinhos na floresta, e depois de algumas observações sarcásticas de Buchanan, George cede, e atira nele no peito. Campbell, o trabalhador de George, testemunha o assassinato, mas nega quando o xerife McDowell pergunta. A morte é considerada um acidente. Serena consola George e justifica suas ações.
Eles fazem amor com frequência, e logo Serena descobre que está grávida. George está animado e entusiasmado com uma criança.
Ele vê seu filho ilegítimo, Jacob, um dia, posando com sua mãe, Rachel, para uma foto. Ele se sente responsável pelo menino, e desde que Rachel nunca pediu nada, ele começa a dar somas de dinheiro em envelopes para ela para Jacob. Serena permanece inconsciente disto, embora considere Rachel e o bebê uma ameaça. Um dia, um acidente ocorre na floresta, e Galloway, um trabalhador misterioso que tem uma amizade complicada com Serena, perde a mão. Serena corre para ajudá-lo, e monta um cavalo. Ela sofre um aborto naquela noite por causa de esforço excessivo, e descobre que ela nunca mais pode ter filhos. As coisas continuam a piorar, e o bebê de Rachel se torna mais óbvio para Serena.
Enquanto Serena e George estão fora na cidade, Campbell encontra livros no cofre quando ele vai colecionar o dinheiro para o dia de pagamento e os apresenta ao xerife, preparando-se para testemunhar que George tem dado subornos ao senador e que ele viu George atirar em Buchanan deliberadamente. Chegando de volta de uma festa na cidade, onde Serena tenta fazer ciúmes a George dançando com outro homem depois de ficar bêbado, o casal descobre que Campbell pegou os ledgers, e perceber que ele poderia potencialmente arruiná-los. Galloway diz a Serena que ele sabe onde está Campbell, e então diz a George que ele sabe onde está a pantera, levando George a sair para a floresta para caçá-lo. Galloway dirige para a cidade para encontrar Campbell em um hotel, e recuperar os ledgers. Enquanto isso, Serena descobre a imagem de Rachel e seu bebê que George tinha escondido, descobre que George tem dado dinheiro a Rachel, e se irrita com esta revelação. Ela arranha o rosto do bebê da fotografia. Serena sai com Galloway no caminhão, dizendo a George que ela tem alguns negócios para cuidar. Eles vão para a casa de Rachel, e quando eles não a encontram lá, eles vão para a casa da viúva Jenkin. Enquanto isso, Vaughn chama o xerife, preocupado com Rachel eo que Serena planeja fazer, e o xerife dirige-se para a casa da viúva Jenkin, onde ele a encontra já morta. O xerife leva Rachel e seu bebê embora. Na parte da manhã, o xerife dirige-se à cabine de George e começa a questioná-lo sobre o assassinato. O xerife revela que Galloway matou Campbell, e que ele suspeita que eles também mataram a viúva Jenkins e ainda estão atrás de Rachel e seu filho. George pergunta a Serena se ela enviou Galloway para matá-los, e ela tenta tranquilizá-lo dizendo que tinha que ser feito. George fica com raiva e estrangula Serena quando ela o segue, quase matando ela. Ele então sai quando Serena volta para a cabine.
George vai ao xerife para se entregar, concordando apenas em fazê-lo depois que ele diz a George onde Rachel e o bebê está. George corre para tentar salvar Rachel antes que Galloway chegue até ela. Galloway segue Rachel para a estação de trem, e ela se esconde dele em um dos galpões. Quando o trem se aproxima, George chega e vê Galloway, que vê Rachel saltar para o trem. George vai atrás deles, e enfrenta Galloway. Os dois lutam, embora George consegue pegar a faca de Galloway e cortar a garganta. Na manhã seguinte, George pede a Rachel e a despedida do bebê, enquanto saem para ir morar com Vaughn. George retorna ao acampamento, e então parte para caçar a pantera. Ele a vê, e atira, embora só a machuque no início. A pantera salta para ele por trás, e consegue feri-lo fatalmente, embora ele consegue matá-lo com uma faca de caça quando está morrendo. O xerife retorna à cabine de Pemberton com o corpo de George. Serena, tendo esperado que George voltasse, fica perturbada e não vai identificar seu corpo. Quando o xerife sai, Serena se deita na cama e pega um isqueiro. Depois de olhar para ele por alguns momentos, ela joga o isqueiro para o chão e fica na cabine enquanto ele queima.

## Elenco
- Jennifer Lawrence como Serena Pemberton
- Bradley Cooper como George Pemberton
- Rhys Ifans como Galloway
- Toby Jones como Sheriff McDowell
- Sean Harris como Campbell

## Recepção
Serena recebeu críticas geralmente negativas de críticos. No Rotten Tomatoes tem uma pontuação de 18% com base em 93 avaliações, com uma classificação média de 4,3 sobre 10. O consenso crítico afirma que "'Serena' une uma impressionante variedade de talentos em ambos os lados das câmeras - então deixa aos espectadores a perguntar como tudo deu tão errado." O filme também tem uma pontuação de 35 de 100 no Metacritic com base em 29 críticos, indicando "análises geralmente desfavoráveis". Escrevendo para o Toronto Star, Peter Howell criticou o filme, sugerindo que a cinematografia era "branda, instável e [com] falta de definição". No Vancouver Sun, Katherine Monk argumentou que Bier estava "provavelmente tentando fazer um filme semelhante com sensação ao Piano." No entanto, ela argumentou que "toda a sub-parcela do parque nacional é confusa e desdibuja os negros e brancos necessários para gerar simpatia, e cada personagem sofre um destino similarmente cinzento". Ela concluiu, "no final, nós quase não gostamos de ninguém nesta paisagem esfumaçada, muito menos nos importamos com o que acontece com eles".